# Day of Reckoning (Destruction)
Day of Reckoning è l'undicesimo album in studio del gruppo musicale thrash metal tedesco Destruction.
L'album, il primo a essere pubblicato per la Nuclear Blast, è stato ufficialmente pubblicato il 18 febbraio del 2010 in Europa, mentre è stato distribuito in Nord America dall'8 marzo del medesimo anno.

## Tracce
1. The Price – 3:39
2. Hate Is My Fuel – 4:24
3. Armageddonizer – 4:09
4. Devil's Advocate – 4:18
5. Day of Reckoning – 3:58
6. Sorcerer of Black Magic – 4:25
7. Misfit – 4:26
8. The Demon Is God – 5:11
9. Church of Disgust – 4:05
10. Destroyer or creator – 3:09
11. Sheep of the Regime – 4:59

## Formazione
- Marcel "Schmier" Schirmer – basso, voce
- Mike Sifringer – chitarra
- Vaaver – batteria